# Torre de Tamarit (Tarragona)
La Torre de Tamarit és una torre de guaita dins de la vila closa del castell de Tamarit (Tarragonès), prop de la cala Jovera. Es tracta de la típica 'torre de moros' construïda al segle xvi per a defensa contra els freqüents atacs pirates que afectaren la costa catalana els segles XVI-XVII. Està declarada Bé Cultural d'Interès Nacional.
De planta circular, construïda en maçoneria, conserva elements defensius. Es troba en estat de ruïna i està dins d'una propietat privada.